# Ana Pastor Julián
Ana María Pastor Julián GCC (Cubillos, 11 de novembro de 1957) é uma política espanhola filiada ao Partido Popular. Foi presidente do Congresso dos Deputados do seu país e desde de maio de 2019 assume as funções de Vice-Presidente do Congresso dos Deputados.

## Trajetória

### Formação
Médica de profissão, ao licenciar-se pela Universidade de Salamanca, com a especialidade de medicina familiar, o seu currículo profissional levou-a a ocupar postos no sistema administrativo de saúde. Assim, começou a ser chefe de Serviço de Planejamento Sanitária da delegação Pontevedra do Ministério da Saúde e Serviços Sociais, em seguida, foi gerente de Atenção Primária na província de Pontevedra e depois diretor provincial do Serviço Galego de Saúde (Sergas).

### Política
Em 1996, após a vitória eleitoral do Partido Popular nas eleições gerais, foi nomeada diretora-geral da mutualidade Geral de Funcionários Civis do Estado (MUFACE), dependente do Ministério da Administração Pública, que tinha então como titular a Mariano Rajoy.
A partir desse momento começa uma carreira ascendente na administração do Estado, que a levam a ocupar sucessivamente os cargos de subsecretária em todos os departamentos do que Rajoy é nomeado ministro: Educação e Cultura (1999), Presidência (2000) e interior (2001). Finalmente, entre 2002 e 2004 torna-se ministra da Saúde e Consumo.
Apesar de suas origens zamoranas, foi eleita deputada em 2000, 2004, 2004 e 2011 pelo Partido Popular na Província de Pontevedra.
Desde 2004 é Secretária Executiva de Política Social e Bem-Estar do PP.
Em 21 de dezembro de 2011 foi designado ministra de Fomento por Mariano Rajoy, para fazer parte do primeiro governo do PP após a vitória desse partido nas eleições gerais de 20 de novembro de 2011.
Em 2016, cessou funções como ministra do Fomento e foi eleita Presidente do Congresso dos Deputados.
Em 15 de abril de 2018, foi agraciada com a Grã-Cruz da Ordem Militar de Cristo, de Portugal.